# گری میلر (دانشمند رایانه)
گری میلر (انگلیسی: Gary Miller؛ استاد علوم رایانه در دانشگاه کارنگی ملون، پیتسبرگ، پنسیلوانیا است. زمینه‌های کاری وی نظریه اعداد رایانشی، الگوریتم‌های تصادفی ،هندسه محاسباتی، علم محاسبه و الگوریتم موازی است. 
در سال ۲۰۰۳ او برنده جایزه پاریس کانلاکیس از انجمن ماشین‌های حسابگر (به همراه سه نفر دیگر) برای آزمون اولیه میلر-رابین شد. او در سال ۲۰۰۲ عضو انجمن ماشین‌های حسابگر و در سال ۲۰۱۳ برنده جایزه کنوت شد.

## اوایل زندگی و حرفه
میلر دکترای خود را از دانشگاه کالیفرنیا، برکلی در سال ۱۹۷۵ به سرپرستی مانوئل بلوم دریافت کرد. میلر پس از دوره‌هایی در دانشگاه واترلو، دانشگاه راچستر، مؤسسه فناوری ماساچوست و دانشگاه کالیفرنیای جنوبی به دانشگاه کارنگی ملون نقل مکان کرد و در آنجا استاد علوم رایانه است.